# Jens Peter Schjødt
Jens Peter Schjødt (* 1952 in Aarhus) ist ein dänischer Religionswissenschaftler und Religionshistoriker. Er ist Professor für Nordische Religionsgeschichte am Institut für allgemeine Religionswissenschaften, Arabistik- und Islamwissenschaften an der Universität Aarhus.
Forschungs- und Lehrschwerpunkt von Schjødt ist die vorchristliche, pagane Nordgermanische Religion, beziehungsweise Germanische Religion, Phänomenologie und vergleichende Religionswissenschaft der indogermanischen Religionen.

## Werke
Monographien
- Suverænitten, kampen og frugtbarheden: Georges Dumézil og den indoeuropæiske ideologi. Co-Autor Hans Jørgen Lundager Jensen, 1994
- Det førkristne Norden. Religion og mytologi. 1999
- Initiation between Two Worlds. Structure and Symbolism in pre-Christian Scandinavian Religion. 2008

(Mit)Herausgeber
- Myte og Ritual I det førkristne Norden. 1994
- Reflections on Old Norse Myths. 2007
- More than Mythology. 2012